# Sigue
"Sigue" é uma canção gravada como um dueto entre o cantor colombiano J Balvin e o músico inglês Ed Sheeran, que compuseram as suas letras juntamente com Michael Brun, Justin Quiles, e Kevyn Moreno. Foi lançada simultaneamente com "Forever My Love" a 25 de Março de 2022 como um single pela distribuidora fonográfica Universal Latin.

## Antecedentes e lançamento
Sheeran e Balvin esbararam um contra o outro em um ginásio na Cidade de Nova Iorque em 2021 e, após se apresentarem, sentaram em algum sítio para se conhecerem melhor. Naquele momento, o músico inglês se encontrava no meio de uma agenda de concertos natalinos mas arranjou um tempo para dirigir-se a um estúdio com Balvin comporem o que viria a se tornar em "Forever My Love" e "Sigue". Sheeran acrescentou que "foi um desafio adequado aprender espanhol para isto, e eu me diverti-me muito." Sobre colaborar com Sheeran, Balvin afirmou que "eu queria que ele viesse para o mundo do reggaeton, e ele me convidou para o mundo dele também" e "foi muito bom ouvi-lo em espanhol e esperamos que todos vocês amem as músicas tanto amamos fazê-las."

## Vídeo musical
O vídeo musical para "Sigue" estreou no canal de YouTube de Sheeran a 25 de Março de 2022, junto com o de "Forever My Love".

## Desempenho nas tabelas musicais
Tabelas semanais
| País — Tabela musical (2022)                       | Posição de pico |
| -------------------------------------------------- | --------------- |
| Irlanda — Singles Top 50 (IRMA)                    | 87              |
| Países Baixos — Single Top 100 (MegaCharts)        | 95              |
| Nova Zelândia — Hot Singles Chart (RMNZ)           | 33              |
| Suécia — Top Singles Top 100 (Sverigetopplistan)   | 99              |
| Reino Unido — Official Singles Chart Top 100 (OCC) | 96              |
| Estados Unidos — Latin Rhythm Airplay (Billboard)  | 20              |